# Ерік Ліндквіст
Ерік Ліндквіст (швед. Erik Lindqvist, 20 травня 1886 — 17 вересня 1934) — шведський яхтсмен.
Срібний призер Олімпійських Ігор 1912 року в класі 12 метрів.